# Casino d'Enghien-les-Bains
Le casino d'Enghien-les-Bains est situé sur les bords du lac d'Enghien à proximité des thermes. Il est le seul casino d'Île-de-France et le seul dont l'entrée est payante.
En plus des 1 500 m2 dédiés aux machines à sous et de la salle de jeux de tables, le bâtiment dispose de deux restaurants et de trois bars. À quelques mètres du casino, le groupe Barrière possède également deux hôtels pour les clients des thermes et du casino.

## Histoire
Le premier casino construit sur les plans de l’architecte Édouard Autant est ouvert en 1901 et la loi du 15 juin 1907 autorise les jeux d’argent dans les cercles et les casinos des stations balnéaires, thermales et climatiques. En 1909, l'actuel bâtiment remplace le précédent. Cependant l'établissement connaît des perturbations dans ses activités durant les deux guerres mondiales ; en 1914, il est transformé en hôpital militaire.
Il ne peut reprendre ses activités après la Première Guerre mondiale, puisque la loi de finances 1920 interdisait les jeux de hasard dans un rayon de cent kilomètres autour de Paris. Après de nombreuses démarches engagées par le député-maire Henri Patenôtre-Desnoyers, se plaignant de la forte diminution des moyens financiers que le casino procurait à sa ville, la loi est assouplie en 1931 et le casino est rouvert sous certaines conditions : seul le jeu de la boule restera interdit. 
Lors de la Seconde Guerre mondiale, l'armée allemande l'utilise comme cantonnement régulier pour les régiments de passage. Le casino reprend son activité après-guerre en 1946 mais uniquement durant les huit derniers mois de l'année (du 1er avril au 31 décembre) correspondant à la période d'ouverture des thermes, où seuls les jeux de table (baccara et banque) sont autorisés.
En 1988, le Groupe Barrière obtient sa concession et, quelques années plus tard, le droit d'exploitation des machines à sous. Le Casino d'Enghien-les-Bains est le premier casino français en chiffre d'affaires.[réf. nécessaire]
En 2005, le casino connait sa dernière restructuration architecture menée par l'architecte Louis Soors. Celle-ci a consisté à dresser une façade de verre pour établir un atrium d'entrée, qui fut décoré sur le thème de la mer par le décorateur Jacques Garcia.

## Films tournés
- 2024 : Les Rois de la piste de Thierry Klifa[4]